# Odin By Farstad
Odin By Farstad (Malvik, 1 de diciembre de 1997) es un deportista noruego que compite en patinaje de velocidad sobre hielo.
Ganó una medalla de plata en el Campeonato Mundial de Patinaje de Velocidad sobre Hielo en Distancia Individual de 2020 y una medalla de plata en el Campeonato Europeo de Patinaje de Velocidad sobre Hielo en Distancia Individual de 2020.

## Palmarés internacional
| Campeonato Mundial en Distancia Individual | Campeonato Mundial en Distancia Individual | Campeonato Mundial en Distancia Individual | Campeonato Mundial en Distancia Individual |
| Año                                        | Lugar                                      | Medalla                                    | Prueba                                     |
| ------------------------------------------ | ------------------------------------------ | ------------------------------------------ | ------------------------------------------ |
| 2020                                       | Salt Lake City (Estados Unidos)            | Medalla de plata                           | Velocidad por equipos                      |
| Campeonato Europeo en Distancia Individual |                                            |                                            |                                            |
| Año                                        | Lugar                                      | Medalla                                    | Prueba                                     |
| 2020                                       | Heerenveen (Países Bajos)                  | Medalla de plata                           | Velocidad por equipos                      |